# Cisticola melanurus

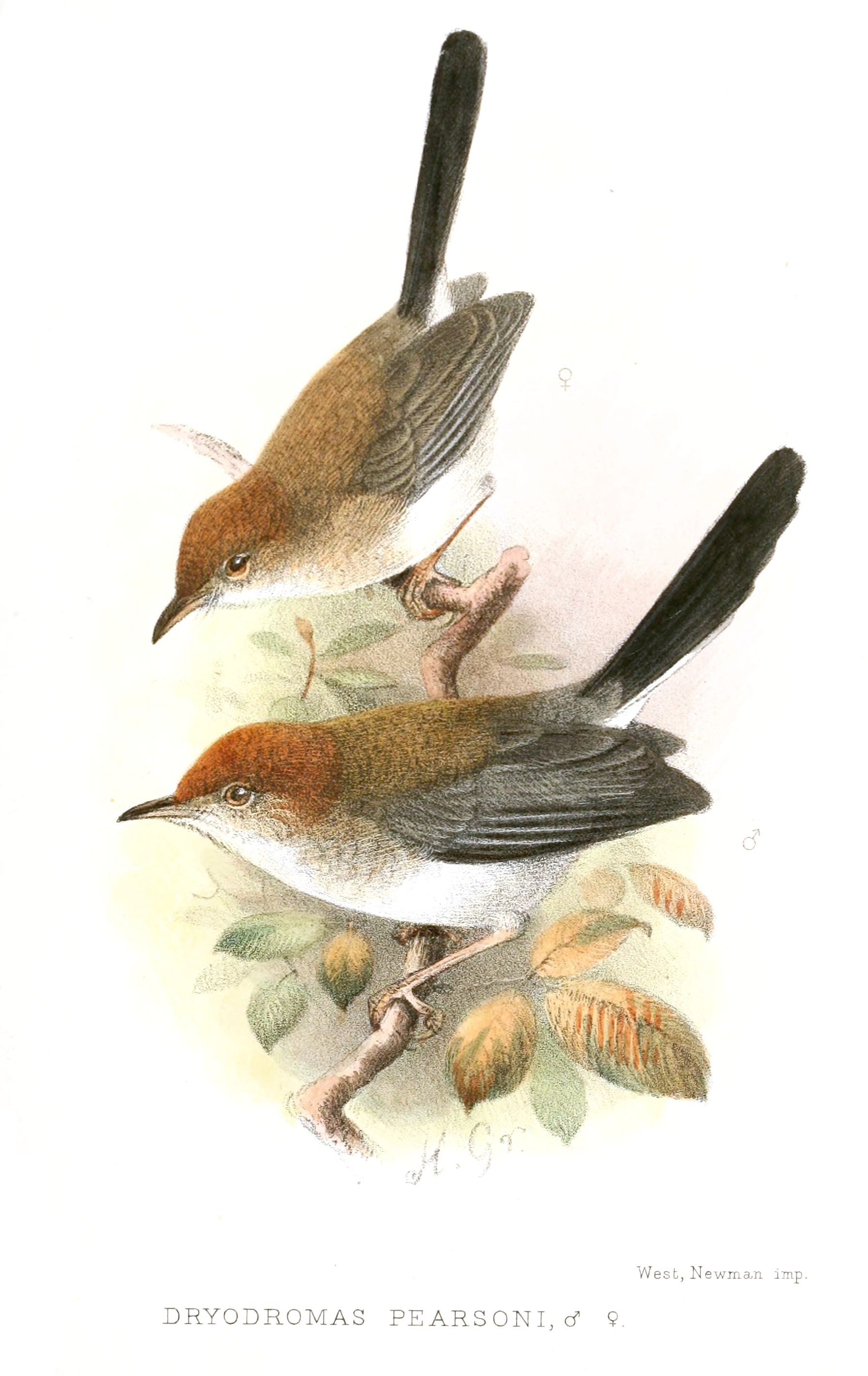

El cistícola colinegro (Cisticola melanurus) es una especie de ave paseriforme de la familia Cisticolidae propia de África Central.

## Distribución y hábitat
Se le encuentra en Angola y la República Democrática del Congo.
Su hábitat natural son la sabana seca y la fronda de árboles pequeños. Se alimenta en pareja consumiendo insectos. Se encuentra amenazada por pérdida de hábitat.